# Палац Александри
Палац Александри  (англ. Alexandra Palace, Александра Пелес; в просторіччі — «Еллі Пеллі» (англ. Ally Pally)) — культурно-розважальний центр вікторіанської епохи площею 30 000 м2, зведений в Герінгеї за Гайгейтом як своєрідна відповідь північного Лондона на Кришталевий палац — прикраси півдня британської столиці. В даний час архітектурно-парковий комплекс поєднує функції конгрес-центру, виставкового залу і критої ковзанки.

## Історія
Ідея будівництва «Народного палацу» на північній околиці Лондона була вперше висловлена в 1860 році. Три роки потому почалося облаштування Александра-парку, названого так на честь одруження принца Вельського з данською принцесою Александрою. До нього була проведена окрема залізнична гілка.
Сам палац, що поєднував в собі елементи неоготики та неоренесансу з сучасними інженерними рішеннями, відкрився 24 травня 1873 року. Його відкриття зібрало понад 100 тисяч глядачів. Вже через 16 днів палац згорів дотла, при цьому загинуло кілька службовців і зібрання рідкісної корцеляни, що привезли на виставку.
Через два роки Александра-пелес був відновлений. В оновленому вигляді він включав в себе музейні експозиції, лекційний зал, бібліотеку, басейн, іподром, будиночки в японському стилі, ставок для човнових прогулянок і поле для гри в гольф. З того часу збереглися концертний зал з органом (який Марсель Дюпре назвав найкращим в Європі) і архаїчна для теперішнього часу театральна сцена.
У кінці XX століття Александра-пелес став використовуватися як концертний майданчик. Зокрема, саме тут в 1996 році Роббі Вільямс роздавав нагороди MTV Europe Music Awards. З 2012 року палац приймає турнір зі снукеру.
Палац Александри неможливо уявити без телевежі, яка експлуатується з 1936 року. Саме звідси в 1930-ті роки починав своє мовлення телеканал BBC.

## Галерея

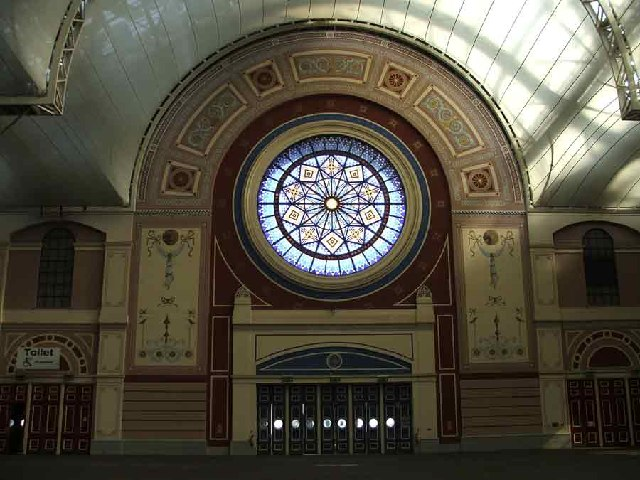
Інтер’єр Великого залу (2005)
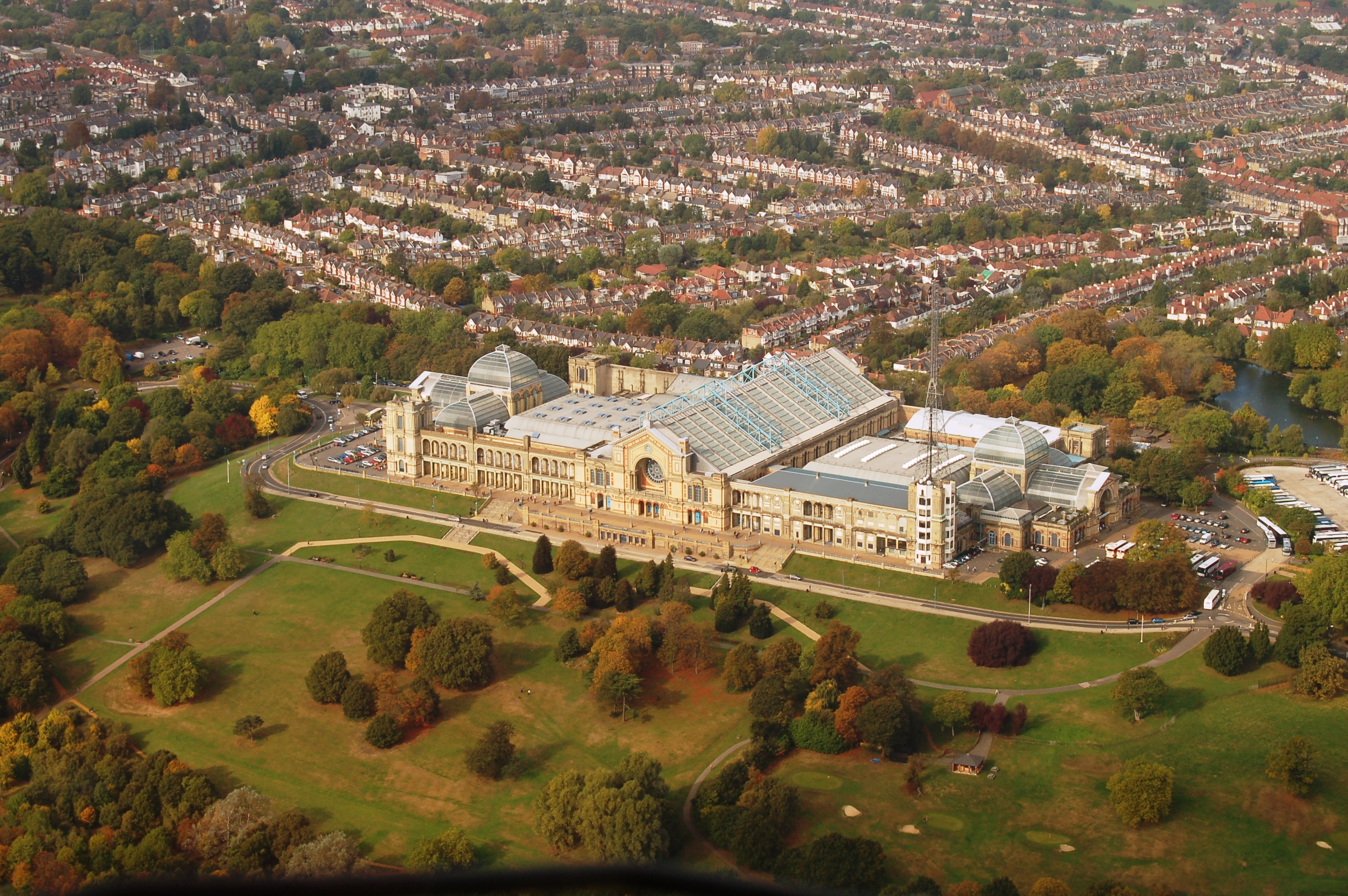
Палац Александри з висоти пташиного польоту (2009)
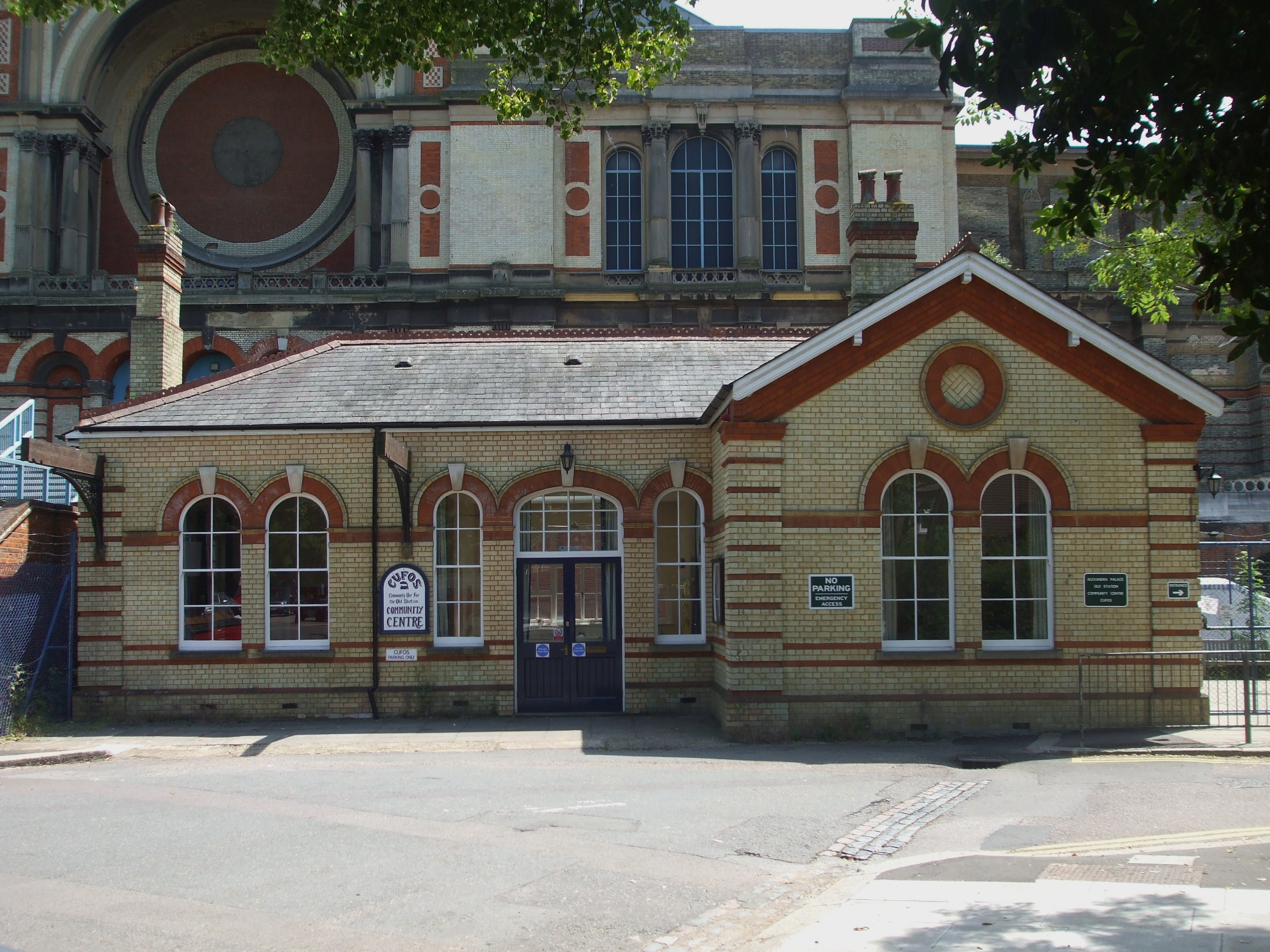
Колишня залізнична станція Александра Пелес (2010)